# Xã Alexandria, Quận Douglas, Minnesota
Xã Alexandria (tiếng Anh: Alexandria Township) là một xã thuộc quận Douglas, tiểu bang Minnesota, Hoa Kỳ. Năm 2010, dân số của xã này là 4.098 người.